# Episodi di Scrubs - Medici ai primi ferri (quinta stagione)
La quinta stagione della serie televisiva Scrubs - Medici ai primi ferri, composta da ventiquattro, è andata in onda negli Stati Uniti sulla NBC dal 3 gennaio 2006 al 16 maggio 2006: in seguito allo slittamento della programmazione, dall'abituale inizio autunno all'inverno inoltrato, la prima metà della stagione fu mandata in onda a due episodi per volta, secondo una prassi non abituale. In Italia è andata in onda su MTV a partire dal 12 ottobre 2006.
| nº | Titolo originale        | Titolo italiano                | Prima TV USA     | Prima TV Italia  |
| -- | ----------------------- | ------------------------------ | ---------------- | ---------------- |
| 1  | My Intern's Eyes        | I miei specializzandi          | 3 gennaio 2006   | 12 ottobre 2006  |
| 2  | My Rite of Passage      | Il mio rito di iniziazione     | 3 gennaio 2006   | 12 ottobre 2006  |
| 3  | My Day at the Races     | La mia lista                   | 10 gennaio 2006  | 19 ottobre 2006  |
| 4  | My Jiggly Ball          | La mia "palla ballerina"       | 10 gennaio 2006  | 19 ottobre 2006  |
| 5  | My New God              | Il mio nuovo Dio               | 17 gennaio 2006  | 26 ottobre 2006  |
| 6  | My Missed Perception    | La mia percezione errata       | 17 gennaio 2006  | 26 ottobre 2006  |
| 7  | My Way Home             | La mia strada verso casa       | 24 gennaio 2006  | 9 novembre 2006  |
| 8  | My Big Bird             | Il mio grande uccello          | 24 gennaio 2006  | 9 novembre 2006  |
| 9  | My Half-Acre            | I miei duemila metri quadri    | 7 febbraio 2006  | 16 novembre 2006 |
| 10 | Her Story II            | La sua storia IV               | 7 febbraio 2006  | 16 novembre 2006 |
| 11 | My Buddy's Booty        | Il trastullo della mia amica   | 28 febbraio 2006 | 23 novembre 2006 |
| 12 | My Cabbage (part 1)     | Il mio cavolo                  | 28 febbraio 2006 | 23 novembre 2006 |
| 13 | My Five Stages (part 2) | I miei cinque stadi            | 7 marzo 2006     | 30 novembre 2006 |
| 14 | My Own Personal Hell    | Il mio inferno privato         | 14 marzo 2006    | 30 novembre 2006 |
| 15 | My Extra Mile           | Il mio miglio in più           | 21 marzo 2006    | 7 dicembre 2006  |
| 16 | My Bright Idea          | La mia idea geniale            | 28 marzo 2006    | 7 dicembre 2006  |
| 17 | My Chopped Liver        | Il mio fegato a pezzetti       | 4 aprile 2006    | 14 dicembre 2006 |
| 18 | My New Suit             | Il mio vestito nuovo           | 11 aprile 2006   | 14 dicembre 2006 |
| 19 | His Story III           | La sua storia V                | 18 aprile 2006   | 21 dicembre 2006 |
| 20 | My Lunch                | Il mio pranzo                  | 25 aprile 2006   | 21 dicembre 2006 |
| 21 | My Fallen Idol          | Il crollo del mio idolo        | 2 maggio 2006    | 28 dicembre 2006 |
| 22 | My Déjà Vu, My Déjà Vu  | Il mio déjà vu… il mio déjà vu | 9 maggio 2006    | 28 dicembre 2006 |
| 23 | My Urologist            | La mia urologa                 | 16 maggio 2006   | 4 gennaio 2007   |
| 24 | My Transition (part 1)  | La mia transizione             | 25 maggio 2006   | 4 gennaio 2007   |

## I miei specializzandi
- Titolo originale: My Intern's Eyes
- Diretto da: Bill Lawrence
- Scritto da: Bill Lawrence

### Trama
J.D. trasloca momentaneamente in hotel perché il suo nuovo appartamento ha il soffitto sfondato. Turk però non accetta che il suo miglior amico sia costretto a vivere in un albergo e lo invita a dormire a casa sua, ma all'insaputa di Carla. J.D. è ora diventato medico di ruolo come il dottor Cox e quindi deve istruire a sua volta degli specializzandi. Elliot cerca invece di ambientarsi nel nuovo ospedale dove ha ottenuto una borsa di studio e comincia a fare amicizia con infermiere e dottoresse. Turk nel frattempo cerca di convincere Carla a non avere un bambino perché crede che sia ancora troppo presto, ma Carla non gli dà ascolto. Elliot non conosce ancora bene il nuovo ospedale e non sa dove si trovano le cose, ma non volendo sfigurare ruba quello che le serve dal Sacro Cuore. Cox dà cinque carte "Man" ("Uomo") a J.D. e se ne riprende una ogni volta che quest'ultimo si comporta come una donna. J.D. perde presto tutti e cinque i foglietti, ma alla fine della giornata riesce a salvare un paziente infrangendo le regole e se ne prende la responsabilità, guadagnandosi la stima di Cox,  che gli riconsegna una carta "Man", che J.D. perde subito quando chiede a Cox di abbracciarlo. Kelso invece è frustrato perché ha scoperto che J.D. si è alleato con Cox ed è arrabbiato con Elliot che, dopo essere stata formata come medico al Sacro Cuore, lo ha abbandonato.

## Il mio rito di iniziazione
- Titolo originale: My Rite of Passage
- Diretto da: Bill Lawrence
- Scritto da: Janae Bakken

### Trama
Grazie all'Inserviente, J.D. scopre che nessuno ride alle sue battute a parte i suoi specializzandi che, però, stanno solo cercando di compiacerlo. Elliot intanto sta ancora cercando di ambientarsi nel nuovo ospedale e non vuole che Carla passi a trovarla sul luogo di lavoro. Al Sacro Cuore arriva Sam Thompson, un tossicodipendente famoso tra i medici per la sua capacità di imbrogliare le persone convincendole a dargli dei soldi. Jordan non lo conosce ancora e, impietosita dal suo racconto, gli dà dei soldi. Cox non cerca di fermarla perché vuole impartirle una lezione. J.D. fa capire ai suoi specializzandi che non devono per forza ridere alle sue battute e che per lui è più importante essere rispettato. Carla si reca nell'ospedale di Elliot a sua insaputa e racconta una vicenda imbarazzante accaduta all'amica. Elliot si arrabbia con lei perché le nuove colleghe iniziano per questo a deriderla. Come se non bastasse, le viene comunicata la revoca della borsa di studio appena ottenuta: ora non ha più un lavoro né al Sacro Cuore né al nuovo ospedale. Cox spiega a Jordan chi è in realtà Sam, dato che questo si ripresenta il giorno seguente al Sacro Cuore ammanettato. Le spiega inoltre che quello di farsi abbindolare dai tossicodipendenti è una sorta di rito di iniziazione per i nuovi arrivati in ospedale. Elliot nel frattempo inizia a cercare un nuovo lavoro.

## La mia lista
- Titolo originale: My Day at the Races
- Diretto da: Michael Spiller
- Scritto da: Eric Weinberg

### Trama
J.D. sta per compiere 30 anni e si ricorda della "lista di cose da fare prima dei 30 anni" scritta insieme a Turk quando andavano al college. Nessuna delle cose presenti in elenco è mai stata realizzata. Cox, leggendola, gli consiglia di fare una gara di triathlon. La gara si tiene il giorno del compleanno di J.D. e quindi, se vuole poter cancellare almeno quel punto dalla lista, deve tagliare il traguardo prima delle 18.41, ora della sua nascita. Anche Doug e Ted partecipano alla competizione. Una paziente che deve fare un'appendicectomia chiede a Turk di operarla non sotto anestesia ma sotto ipnosi. Cox gli consiglia di non farlo, Carla invece sostiene il diritto della donna di scegliere il metodo che preferisce. Alla fine Turk opta per le modalità richieste dalla paziente. Per l'occasione arriva al Sacro Cuore anche una troupe televisiva che riprenderà in diretta l'operazione. Il giorno della gara, J.D. affronta la prima prova (50 miglia a nuoto nell'oceano). Non avendo pensato di portarsi una muta, J.D. rischia quasi il congelamento. Nel frattempo Turk inizia l'operazione e la paziente sembra reagire bene all'ipnosi. Nel pomeriggio J.D. passa alla seconda disciplina e scopre ben presto che non sa andare su una bici da corsa. Intanto l'operazione di Turk continua, ma la paziente si risveglia e si mette ad urlare di dolore. J.D. affronta l'ultima disciplina (20 chilometri di corsa) e mentre sta correndo scopre che tutti gli altri atleti hanno già terminato la gara. Insieme ad Elliot continua la sua corsa fino a quasi svenire. Elliot lo sorreggerà quindi fino al traguardo, dove giungono due minuti prima dell'ora prefissata. Elliot e Jake per alcuni motivi di comunicazione rompono. Kelso dà il permesso a Turk di pubblicare un articolo sull'intervento anche se non riuscito. Alla fine J.D. decide di trasferirsi da Elliot, ma i due convivono come amici.

## La mia "palla ballerina"
- Titolo originale: My Jiggly Ball
- Diretto da: Rick Blue
- Scritto da: Tim Hobert

### Trama
J.D. deve presentare il dottor Kelso durante la cerimonia per la consegna di un premio da parte della Associazione Medici Americani e deve quindi trovare qualcosa di positivo sul dottor Kelso da poter dire nel suo discorso. Intanto, scopre dall'Inserviente dell'esistenza di un misterioso gioco chiamato "Palla ballerina", che tutti tranne lui sembrano conoscere. Nel frattempo Elliot, pur di lavorare, si è trasferita all'ambulatorio pubblico. Cox chiede a Kelso di introdurre il signor Morrison, affetto da un tumore al cervello, in un programma di sperimentazione di un nuovo farmaco. Stranamente Kelso acconsente senza problemi, così J.D. riesce finalmente a trovare un fatto positivo da dire su Kelso. Poco dopo Cox e J.D. scoprono però che il signor Morrison non è stato inserito nella sperimentazione, mentre è stato ammesso il ricco signor Franks. Alla fine della giornata l'Inserviente propone a J.D. una partita di palla ballerina, questo acconsente ma scopre presto che si tratta di una trappola. Si ritrova infatti al centro del piazzale dell'ospedale e tutto intorno gli altri dipendenti cominciano a lanciargli addosso delle palline da tennis. Al momento della premiazione J.D. non sa cosa dire, ma quando inizia a parlare fa appena in tempo a dire il nome del dottor Kelso che questi ha già preso il suo posto al microfono. J.D. comincia dunque a pensare a ciò che avrebbe detto nel discorso. Elliot invece riesce a farsi ridare il posto al Sacro Cuore ricattando il dottor Kelso.

## Il mio nuovo Dio
- Titolo originale: My New God
- Diretto da: Victor Nelli Jr.
- Scritto da: Aseem Batra

### Trama
Al Sacro Cuore arriva Paige, la sorella di Cox, che ha una grande fede verso il Cristianesimo, cosa che fa innervosire Cox. Jordan è riuscita a convincere Cox a lasciare battezzare il loro figlio Jack e ha invitato Paige al battesimo. Nel frattempo l'Inserviente e J.D. diventano finalmente amici, o così sembra. L'Inserviente chiede infatti aiuto a J.D. per un trasloco in una casa piena di oggetti di arte asiatica, che l'Inserviente spaccia per sua. Presto però i reali proprietari dell'abitazione arrivano e scoprono J.D., che preso dal panico fugge portando con sé una statua di Buddha. Nel frattempo Cox continua ad essere sempre più ostile verso Paige, che è riuscita a convincere un'intera famiglia che le condizioni del loro famigliare in cura stiano migliorando grazie alle preghiere. Cox, che è ateo, è molto contrariato dalla cosa. Alla fine J.D. restituisce il Buddha ai legittimi proprietari e Jack viene battezzato in chiesa sotto lo sguardo felice di Cox, che, dopo aver incontrato J.D. al bar ed essersi sfogato, ha accettato serenamente che suo figlio fosse battezzato. La stessa sera Paige, con una scommessa, riesce a convincere Cox a far sposare suo figlio in chiesa, dopodiché se ne va in taxi.

## La mia percezione errata
- Titolo originale: My Missed Perception
- Diretto da: Bill Lawrence
- Scritto da: Kevin Biegel

### Trama
J.D. dice ai suoi specializzandi che in ospedale c'è un veterano del Vietnam e che devono prestargli tutte le cure possibili. Carla, come ogni anno, cerca di convincere i dipendenti dell'ospedale a fare una foto che ritragga tutto lo staff del Sacro Cuore, anche se non ci è mai riuscita. Tutti infatti trovano delle scuse per non partecipare. Intanto J.D. ha in cura una paziente che sta per morire e crede che lei sia pronta per farlo. A causa di questo malinteso la donna sceglie come suo medico curante il dottor Cox. L'Inserviente intanto ha rubato una vasca fisioterapica e l'ha piazzata sul tetto dell'ospedale e passa le sue giornate in ammollo a fare scherzi alle persone. Carla riesce finalmente a convincere lo staff a fare la foto, ma quando tutti si mettono in posa la foto viene rovinata dall'Inserviente, che dal tetto riflette i raggi del sole verso la macchina fotografica con uno specchietto. Carla capisce che lo ha fatto solo perché non è stato invitato anche lui, quindi lo invita a prendere parte e tutti rifanno la foto di gruppo. J.D. si va a scusare con la sua ex-paziente e i due si chiariscono. Poi rivela a Cox che in realtà il veterano del Vietnam non era altro che un barbone e Cox si infuria per essere stato imbrogliato.

## La mia strada verso casa
- Titolo originale: My Way Home
- Diretto da: Zach Braff
- Scritto da: Garrett Donovan, Neil Goldman

J.D. in una sua fantasia immagina di percorrere una strada fatta d'oro. Riferimento alla "Yellow brick road" del libro Il mago di Oz

### Trama
J.D. ha un giorno libero che inizialmente passa a casa nella vasca da bagno. Viene più tardi chiamato da Keith per un'emergenza e arriva in ospedale, dove scopre che non è altro che uno scherzo fattogli dal dottor Cox. J.D. cerca di andarsene ma viene trattenuto da Kelso che gli chiede di preparare l'orario degli assistenti per il mese seguente. Carla intanto è sempre più impaurita dal ruolo che potrebbe avere quando sarà mamma e chiede consigli. Elliot è invece terrorizzata perché deve tenere una lezione sull'endocrinologia e crede di non sapere nulla sull'argomento. Turk intanto cerca di convincere i genitori di un paziente in coma a staccare la spina per poter eseguire il trapianto del cuore su un altro paziente. J.D. nota che tutti vogliono qualcosa: lui vuole tornare a casa, Turk vuole il cuore del paziente da trapiantare, Elliot cerca l'intelligenza per la riunione e Carla cerca il coraggio per essere madre. Più tardi Turk parla con il padre del ragazzo e riesce a convincerlo a staccare la spina. Scopre però che il ragazzo era già un donatore di organi e che non serviva l'autorizzazione del padre per il prelievo. Quindi il cuore da trapiantare era già disponibile. Elliot, anche senza aver ripassato nulla, si rende conto grazie a J.D. di riuscire a ricordare tutto quello che ha studiato. Carla intanto capisce, grazie a Cox, che quando avrà un figlio troverà il coraggio che già possiede, anche se non se ne accorge. J.D. riesce poi finalmente a liberarsi da ogni impiccio e a tornare a casa sua come avrebbe voluto fare da tutto il giorno.
L'intero episodio è un chiaro omaggio a Il meraviglioso mago di Oz. Ciascuno dei protagonisti è una trasposizione dei personaggi principali del capolavoro di L. Frank Baum. J.D. rappresenta la protagonista Dorothy, che desidera tornare a casa, cosa che farà soltanto alla fine dell'episodio, apostrofato dal dottor Cox con un "Dorothy, vai a casa?". Per tutto l'episodio, J.D. indossa scarpe da ginnastica che l'Inserviente, per dispetto, ha colorato di rosso. Il giovane medico, inoltre, porta con sé un lettore Mp3 con dentro brani dei Toto che desidera ascoltare. "Toto" è il nome del cagnolino di Dorothy. La cosa viene citata anche più avanti, quando J.D. dice a Turk "Io e i Toto andiamo a casa!" Elliot, spaventata per la lezione, dubita del proprio cervello, esattamente come lo Spaventapasseri. Sarà J.D. a rassicurarla facendole domande a cui risponderà prontamente, per poi dichiarare "Visto? Ce lo avevi già, un cervello". Turk, invece, necessita di un cuore per il trapianto, sentendosi dire da Kelso, alla fine, che ce l'ha sempre avuto, dal momento che il suo paziente era già un donatore, il che lo rende la perfetta controparte dell'Uomo di Latta del romanzo. La voce fuori campo di J.D., in quell'occasione, annuncia: "A volte arriva un mago e ti dice esattamente quello che hai bisogno di sentire", seguito da Bob Kelso, che afferma "A quanto pare, un cuore lo avevi già". In una breve battuta, l'Inserviente chiede "Oliooo" con un cacciavite in bocca, usando la stessa voce della trasposizione cinematografica del 1939. Carla, infine, cerca il coraggio per affrontare la propria paura di diventare madre, ed il coraggio era ciò che tormentava il Leone Fifone. Il dottor Cox, alla fine, è quello che scioglie i suoi ultimi dubbi con le parole: "Fidati, Carla, quando avrai un figlio tuo, scoprirai che il coraggio ce lo avevi già" impersonando quindi lo stesso Mago di Oz. È sua anche l'espressione "Non far caso all'uomo dietro la tenda" rivolta a Carla poco prima. Marginalmente, per tutto l'episodio, il personaggio di Jordan Sullivan, in modo molto ironico, resta chiusa in una stanza molto calda, dichiarando, ad un tratto, che si sta sciogliendo, citando la malvagia Strega dell'Ovest.
- È il 100º episodio della serie ed è stato diretto da Zach Braff, l'attore che nella serie interpreta J.D.
- L'episodio ha vinto il Peabody Award come Miglior episodio di una serie televisiva comica o drammatica.

## Il mio grande uccello
- Titolo originale: My Big Bird
- Diretto da: Rob Greenberg
- Scritto da: Deb Fordham

### Trama
J.D., Carla, Elliot e Turk vengono chiamati da Kelso e Cox per un'udienza della cassazione dell'ospedale per la morte del signor Foster, un paziente dell'ospedale morto per cause sconosciute. Ognuno racconta la storia che ha vissuto nel giorno in cui il signor Foster era ricoverato in ospedale:
- J.D. aveva in cura un paziente che non lo ha ringraziato per l'opera prestata. Il medico decide quindi di andare a cercarlo per farsi ringraziare. Turk e J.D. arrivano all'abitazione dell'uomo e scoprono che nella sua villa ci sono diversi esemplari di struzzi ammaestrati e i due si rifugiano su un albero per non farsi ferire. Più tardi i due cercano di uscire ma vengono portati in casa dagli struzzi. Lì J.D. scopre che l'uomo è un netturbino e mai nessuno lo ringrazia per il suo lavoro: per questo motivo neanche lui ringrazia gli altri. J.D. allora, per farsi perdonare, va ad aspettare tutti i netturbini del quartiere per ringraziarli del lavoro che fanno, per questo motivo non torna in ospedale. Turk riprende l'auto ma rimane bloccato nel traffico e non riesce rientrare in ospedale.
- Elliot all'inizio della giornata ha baciato un uomo sposato. La moglie li ha scoperti ed è furiosa perché Elliot ha fatto tradire suo marito. Quindi la insegue per tutto l'ospedale e la lega fuori dall'ospedale con del nastro adesivo. Elliot quindi non può curare nessuno.
- Carla, l'Inserviente e tutti i medici sono rimasti tutto il giorno davanti alla TV ad aspettare un'estrazione milionaria perché tutti avevano acquistato un sacco di biglietti della lotteria. Nessuno ha però vinto e nessuno era a curare i propri pazienti.

Nel frattempo il signor Foster era senza nessun medico responsabile e ha avuto un collasso con conseguente arresto cardiaco ed è quindi morto. Kelso non sa a chi dare la colpa, ma Doug entra nella sala e dice a tutti che il colpevole è il radiologo che non ha notato un aneurisma nel cervello del signor Foster. Tutti gli altri medici vengono quindi scagionati, ma il dottor Cox ricorda freddamente loro che sono solo stati fortunati e che anche se nessuno di loro ha causato la morte di Foster, tutti lo hanno comunque trascurato mentre era in ospedale.

## I miei duemila metri quadri
- Titolo originale: My Half-Acre
- Diretto da: Linda Mendoza
- Scritto da: Bill Callahan

### Trama
Grazie ad una vecchia paziente, la signora Nickols, J.D. conosce Julie, una ragazza sbadata ma affascinante. I due si innamorano subito e si fidanzano. Per cercare di far funzionare questa storia, Elliot dà tantissimi consigli a J.D. e questo, rispettandoli, riesce difatti a mantenere stabile la relazione. Turk intanto è stato reclutato dall'Inserviente, da Ted e da Lloyd per formare una air band. Kelso però non sopporta le air band e quindi le vieta severamente in tutto l'ospedale. L'Inserviente consiglia a Turk di andare a scusarsi con Kelso. Turk va a scusarsi e le air band sono di nuovo ammesse. J.D. nel frattempo continua a fare progressi con Julie, tanto da comprare duemila metri quadrati di terreno su cui costruire una casa, cosa che gli era stata sconsigliata da Elliot.

## La sua storia IV
- Titolo originale: Her Story II
- Diretto da: Chris Koch
- Scritto da: Mike Schwartz

### Trama
La relazione tra J.D. e Julie comincia a diventare instabile per un motivo: Julie non ride mai ed al posto delle risate dice: "quant'è divertente", cosa che J.D. detesta. Turk ed Elliot aiutano J.D. a non perdere Julie per motivi stupidi e lo incoraggiano a presentare Julie alle persone a cui lui tiene. J.D. accetta e presenta Julie al dottor Cox, a Turk, ad Elliot e a Carla. Carla, Elliot, Julie e Jordan vanno al bar e dopo aver bevuto diversi bicchieri di super alcolici diventano grandi amiche. Carla nonostante l'allegria, continua a pensare alle difficoltà che ci saranno quando diventerà madre ed è seriamente spaventata dal futuro. J.D. e Julie, comunque, rompono il fidanzamento per un motivo: Julie non vuole avere figli e non vuole sposarsi, cosa che invece J.D. desidera. J.D. si sente ora molto solo, ma grazie ad Elliot la solitudine comincia a diminuire.
Carla è la narratrice di questo episodio.

## Il trastullo della mia amica
- Titolo originale: My Buddy's Booty
- Diretto da: Randall Winston
- Scritto da: Mark Stegemann

### Trama
J.D. è ancora un po' triste per via della relazione finita con Julie e gli amici gli consigliano di trovarsi un trastullo, ovvero una fidanzata momentanea con cui stare. J.D. non vuole farlo, mentre Elliot decide di trasformare Keith, uno degli specializzandi di J.D., nel suo trastullo personale. J.D. considera Keith la sua nemesi, in quanto rispecchia tutto l'opposto di cui è lui. Infatti, appena può, cerca di metterlo in ridicolo davanti a tutti gli altri specializzandi. Elliot però si è quasi innamorata di Keith, tanto che si mette contro J.D. ogni giorno. Carla chiede a Turk di convincere Kelso ad aprire una palestra dove possano entrare anche le donne. Turk all'inizio vuole farlo, ma Cox lo convince a non agire. Cox e l'Inserviente si incontrano nel bar fuori dall'ospedale casualmente e fanno amicizia. Ogni giorno dopo il lavoro si incontrano e chiacchierano e ogni notte vanno a casa di J.D. (che riescono ad aprire con delle chiavi rubate) e gli fanno degli scherzi. J.D. intanto continua a mettere in imbarazzo Keith, tanto da arrivare a rubare un cadavere dall'obitorio per far credere che Keith abbia ucciso un uomo. Ma il trucco non funziona. Cox nota che in ospedale l'Inserviente lo prende in giro, quando è davanti agli altri inservienti. Al bar i due si chiariscono e l'Inserviente dice che non gli vuole parlare in ospedale per una questione di soldi avuti illegalmente. Cox comunque non accetta questo fatto. Alla fine tutti i protagonisti si ritrovano in uno stesso ascensore, compresi J.D. ed Elliot che discutono verbalmente sui trastulli. Tutti gridano contro gli altri, finché non vengono chiamati tutti quanti contemporaneamente in una stanza. La signora Wilk, una paziente a cui era stato indotto il coma, si era risvegliata in perfetta salute, segno che quasi certamente sarebbe sopravvissuta alla malattia che da tempo la affliggeva. Davanti a questa buona notizia tutti fanno pace. Viene aperta una palestra femminile nell'ospedale, Cox e l'Inserviente saranno amici solo fuori dall'ospedale ed Elliot continuerà ad avere il suo trastullo.

## Il mio cavolo
- Titolo originale: My Cabbage
- Diretto da: John Inwood
- Scritto da: Ryan A. Levin

### Trama
J.D. non sopporta più Keith e cerca di farlo licenziare. Elliot invece si è innamorata realmente di Keith e i due si sono fidanzati. Al Sacro Cuore un uccello di nome Sanchez addomesticato dall'Inserviente, si aggira e crea scompiglio, tanto che lo stesso Kelso deve costringere l'Inserviente a farlo uccidere, cosa che però l'Inserviente non farà. Questo dovrebbe essere l'ultimo giorno di ricovero della signora Wilk, una paziente che tutti conoscevano. J.D. intanto cerca un modo per licenziare Keith e dice a tutti gli specializzandi che il primo di loro che commetterà un errore su un paziente otterrà due settimane di non lavoro senza paga, una specie di espulsione dall'ospedale per due settimane. Il primo a commettere un errore però non è Keith ma "Cavolo", lo specializzando preferito da J.D. Quest'ultimo sarà quindi costretto a mandarlo via per due settimane. J.D. però lo fa subito tornare operativo come medico con le sue scuse. Più tardi va a parlare con Cox e capisce che "Cavolo" non è portato per fare il medico e che bisogna spiegarglielo, per non fargli fare degli errori mortali. "Cavolo" quindi viene licenziato. Mancano poche ore prima che la signora Wilk se ne vada, questa incontra Cavolo prima che se ne vada. "Cavolo" poco prima aveva toccato un guanto medico infetto e nel momento in cui la signora Wilk e lui si sono stretti la mano i batteri hanno attaccato la donna. L'ultima inquadratura mostra la paziente attraverso speciali raggi che fanno vedere i batteri e la signora Wilk è completamente colorata, segno che ha appena preso un'infezione mortale.

## I miei cinque stadi
- Titolo originale: My Five Stages
- Diretto da: Jay Alaimo
- Scritto da: Tad Quill

### Trama
La signora Wilk viene nuovamente ricoverata per un'infezione e ormai non è possibile fare più nulla per salvarla. Tutti i medici del Sacro Cuore sono profondamente rattristati da questo evento. A curare la signora Wilk arriva uno psicologo, Hendrick, che Cox e J.D. iniziano a odiare subito. Hendrick spiega alla signora Wilk che passerà i cinque stadi del cordoglio: rifiuto, rabbia, patteggiamento, depressione e accettazione. J.D. e Cox somatizzeranno la situazione a tal punto da subire lo stesso percorso psicologico. Inizialmente i due costruiscono una spiaggia sopra l'ospedale con tanto di sabbia e ombrelloni per far sentire a proprio agio la signora Wilk. Cercano quindi di convincersi che la paziente non morirà e cercano una cura. Stanno attraversando il primo stadio: rifiuto. Nel frattempo Ted viene investito in bicicletta dall'auto di Kelso, che cerca di corromperlo con due biglietti per una partita, al fine di non essere denunciato alla polizia. L'Inserviente però incoraggia Ted ad approfittare della situazione e a richiedere di più. Hendrick intanto ha fatto spazientire Cox e J.D., tanto che i due si recano ad una sua seduta per sfogarsi. I due passano così al secondo stadio: rabbia. Ted nel frattempo si è lasciato convincere da Kelso a non denunciarlo in cambio del suo busto più sette pomeriggi domenicali di vacanza all'anno. Cox e J.D. cominciano a pensare che farebbero di tutto per far riprendere la signora Wilk. Stanno attraversando il terzo stadio: patteggiamento. La signora Wilk perde la vita, Cox e J.D. sono emotivamente distrutti: stanno passando lo stadio della depressione. Infatti, quando la signora Wilk va in fibrillazione, non viene rianimata, secondo il suo volere. Alla fine Cox e J.D. non potranno fare altro che conservare il ricordo e accettare la situazione.

## Il mio inferno privato
- Titolo originale: My Own Personal Hell
- Diretto da: Adam Bernstein
- Scritto da: Eren Celeboglu

### Trama
Il dottor Cox scopre che una rivista lo ha definito "miglior medico della città" e per questo non riesce più a contenere il proprio ego. Carla intanto non riesce a rimanere incinta nonostante gli sforzi e decide di mandare Turk a fare un esame per controllare di non essere sterile. Più tardi una vecchia amica di Kelso viene ricoverata e ovviamente tocca a Cox occuparsene. J.D. e Turk giocano con delle radioline a forma di orologio e per un equivoco fanno scoprire a diverse persone della presunta sterilità di Turk, tanto che quest'ultimo per rabbia getterà la sua radiolina in un cassonetto. J.D. questo però non lo sa. L'Inserviente trova la radiolina, scopre a cosa serve e decide di sfruttare la situazione per fare a J.D. alcuni scherzi. Elliot e Keith intanto fanno progressi con la loro relazione e J.D. cerca di accettare la presenza di Keith. Alla fine Turk risulta essere sano e la paziente di Cox viene dimessa dall'ospedale. J.D. usa la radiolina per ingannare l'Inserviente e fa in modo che rimanga chiuso dentro a una cella frigorifera sigillata dall'esterno, senza che possa uscire sino all'indomani. Si scopre così che J.D. aveva già capito il piano dell'Inserviente e lo aveva sfruttato a proprio favore.

## Il mio miglio in più
- Titolo originale: My Extra Mile
- Diretto da: Ken Whittingham
- Scritto da: Mark Stegemann

### Trama
J.D. racconta a Turk e Cox del fatto che lui per i suoi pazienti fa sempre quel "miglio in più" per soddisfarli in alcune richieste e metterli a loro agio. Turk segue il suo consiglio e va a cercare dei fumetti per un suo paziente. Cox ha in cura un attore teatrale che vuole che lo aiuti a provare le battute per uno spettacolo, ma Cox ovviamente si rifiuta di farlo. J.D. invece ha in cura una ragazza malata di leucemia che dovrà sottoporsi alla chemioterapia e contatta tutti i suoi parenti per venirla a trovare. J.D. promette a tutti che ogni cosa che dovrà fare la ragazza verrà fatta anche da tutti loro assieme per solidarietà. Ben presto però scopre che tutti i parenti della paziente si sono fatti radere i capelli perché lei li avrebbe persi a causa della chemioterapia. J.D., pur di non farsi rasare, scappa. Cox lo cerca per vedere se è veramente sempre disposto a fare il suo miglio in più. Alla fine Cox e J.D. ne parlano, ma Cox non riesce a convincerlo e J.D. si fa rasare i capelli, continuando a proclamare la sua fede nel miglio in più. Turk è riuscito a trovare i fumetti per il suo paziente e questo gliene è grato. Anche Turk capisce che è utile percorrere il miglio in più. Persino Cox rimane colpito da questo fatto, va quindi dal suo paziente, attore teatrale, e insieme a lui prova lo spettacolo teatrale.

## La mia idea geniale
- Titolo originale: My Bright Idea
- Diretto da: Michael Spiller
- Scritto da: Janae Bakken

### Trama
Carla fa un test di gravidanza, che sembra risultare negativo, lo butta quindi nel cestino e si allontana. Turk legge sulla scatola del test che sono necessari tre minuti per sapere il risultato, mentre loro avevano atteso solamente per un minuto. Turk raccoglie quindi il test e questo risulta essere positivo. Carla è finalmente incinta. Turk è felicissimo e lo dice a tutto l'ospedale. J.D. gli consiglia di fare una grandissima sorpresa a Carla, che ancora non lo sa. I due riuniscono così fuori dall'ospedale gran parte dello staff del Sacro Cuore e prendono delle colombe e delle torte per festeggiarla. Turk e Carla stanno per uscire e trovare la sorpresa, ma Carla dice al marito che non vorrebbe assolutamente perdere l'opportunità di dire agli altri di essere incinta per godersi la loro reazione. Turk chiama subito J.D. per dirgli di annullare la sorpresa. I due amici organizzano così un piano per far scoprire a Carla di essere incinta da sola, coinvolgendo anche Cox, Kelso ed Elliot. Alla fine Carla scopre di essere incinta, ma quando lo dice a J.D. questo si lascia sfuggire una frase di troppo e fa capire a Carla che in realtà tutti gli altri lo sapevano già. Nonostante questo Carla non si arrabbia e lei, Turk e J.D. vanno al bar a festeggiare con tutti i loro amici.

## Il mio fegato a pezzetti
- Titolo originale: My Chopped Liver
- Diretto da: Will MacKenzie
- Scritto da: Deb Fordham

### Trama
Baxter, il cane di Kelso, è morto e Kelso è talmente triste da non riuscire più a smettere di piangere. Chiama quindi Carla per sostituirlo, dato che non vuole mostrarsi vulnerabile di fronte al resto dallo staff ospedaliero. Carla accetta ed è così costretta a passare tutta la giornata a rispondere negativamente alle richieste di medici, infermiere e inservienti. J.D. intanto convince Turk ad uscire insieme a lui per una sera, anche se è anche l'unica sera in cui Turk potrebbe stare a casa da solo. Turk risente molto di questo, anche per il fatto che non riesce a compilare tutti i moduli sui suoi pazienti, cosa che normalmente fa proprio il giovedì sera. J.D. e Turk cominciano ad uscire assieme ogni giovedì per andare al bar tutta la notte. Turk pensa di non poter più continuare così e vorrebbe dirlo a J.D., ma alla fine preferisce lavorare di più piuttosto che deludere un amico.

## Il mio vestito nuovo
- Titolo originale: My New Suit
- Diretto da: Victor Nelli Jr.
- Scritto da: Tim Hobert

### Trama
J.D. ha comprato un nuovo vestito italiano e va in giro per l'ospedale a mettersi in mostra. Inaspettatamente arriva a stare da lui suo fratello Dan, ancora innamorato di Elliot e ignaro del fatto che lei è ora fidanzata con Keith. Dan comincia quindi a tartassare di domande J.D. per sapere come sta Elliot e sia Elliot che J.D. dovranno mentirgli per non deluderlo, anche per il fatto che J.D. gli ha mentito molte volte via telefono dicendogli che Elliot è ancora pazza di lui. Cox e Kelso scherzano entrambi sui propri figli (Kelso su Harrison e Cox su Jack), fin quando Cox non scherza anche sul figlio di Kelso e a quest'ultimo la frase detta da Cox non fa piacere. Per giunta decide di punirlo e manda Cox a lavorare insieme a Ted su alcune cause legali. Carla e Turk cercano di dare un nome al bambino e decidono che se sarà femmina si chiamerà Angie. Purtroppo J.D. dà lo stesso nome ad un topo regalato al reparto di pediatria e così Carla non vuole più dare a sua figlia il nome di un topo. Più tardi il topo morirà e Carla si rasserenerà. Alla fine della giornata, Cox si reca nell'ufficio di Kelso e gli chiede scusa per ciò che ha detto su Harrison. Kelso accetta le sue scuse e comincia a parlargli del figlio. J.D. decide di dire la verità al fratello Dan, dicendogli che Elliot non è minimamente interessata a lui, per via del suo stile di vita. Lo convince così ad andare ad un importante colloquio di lavoro, che potrebbe fargli finalmente svoltare la sua vita, Dan finalmente deciso a cambiare, va via dal Sacro Cuore con il nuovo vestito di J.D. con il quale si presenterà al colloquio.

## La sua storia V
- Titolo originale: His Story III
- Diretto da: John Inwood
- Scritto da: Angela Nissel

### Trama
Turk ha sempre più paura di affrontare la realtà, e il fatto che quando nascerà il bambino di Carla il suo stile di vita cambierà radicalmente da quello attuale. Elliot invece tratta male gli assistenti, comandandoli a bacchetta e punendoli severamente per ogni sbaglio che fanno, lamentandosi che neanche lei aveva avuto dei trattamenti garbati da parte di Cox. Litiga inoltre con Carla, la quale aveva protetto una degli assistenti di Elliot che aveva sbagliato con una dose da somministrare. È Cox, alla fine, ad aprirle gli occhi e farle capire che era stata proprio Carla ad aiutarla quando lei era solo un'assistente. L'Inserviente, invece, viene chiamato in causa per un'emergenza con un paziente: Carla gli chiede di bloccargli le gambe mentre cerca di sistemare la situazione. Lui ne fa vanto in tutto l'ospedale, raccontandola a qualsiasi persona incontri, finché non sente un medico dire ad una infermiera che lui in realtà non fa la differenza. Ci rimane molto male e per sfogarsi va a tenere compagnia ad un paziente che non può parlare, perché potrebbe farlo solo tramite un computer grazie ad uno speciale macchinario ma il computer è rotto. A fine puntata Cox dà un PC nuovo al paziente, che esordisce con un "grazie". Cox pensa che fosse per lui, visto che gli ha reso il PC, ma il paziente lo smentisce dicendo: "non stavo parlando con lei", guardando l'Inserviente. Il quale capisce di fare davvero la differenza. JD è assente per la maggior parte di questo episodio poiché viene rapito dall'Inserviente e detenuto in una cisterna dell'acqua. Quando questi lo libera alla fine dell'episodio, riprende a narrare.

## Il mio pranzo
- Titolo originale: My Lunch
- Diretto da: John Michel
- Scritto da: Tad Quill

### Trama
Cox dà il consenso per effettuare un trapianto di organi su tre pazienti ricoverati, uno dei quali è un suo amico, Dave Brentford. Gli organi provengono da Jill, una ragazza già precedentemente ricoverata al Sacro Cuore per un tentativo di suicidio. J.D. crede che la morte di Jill sia colpa sua, non essendosi accorto che la ragazza era entrata nuovamente in crisi. Si scopre però poi che la ragazza non si è suicidata, ma è morta di rabbia. Parte così una corsa contro il tempo per salvare tutti i pazienti trapiantati che sono stati infettati. Nonostante gli sforzi, muoiono tutti e tre, compreso l'amico di Cox, Dave, che avrebbe anche potuto attendere il trapianto per un altro mese. Proprio Cox, che aveva aiutato J.D. a non caricarsi sulle sue spalle la responsabilità della morte di Jill, si sente responsabile per la morte dei pazienti e si dispera.

## Il crollo del mio idolo
- Titolo originale: My Fallen Idol
- Diretto da: Joanna Kerns
- Scritto da: Bill Callahan

### Trama
Il dottor Cox è ancora molto scosso dalle morti dei tre pazienti avuti in cura nei giorni precedenti e cade in un tunnel di depressione ed alcol, che lo porterà ad isolarsi da tutti e a mancare addirittura dall'ospedale. J.D. e gli altri trovano allora il modo di stargli vicino, andando a turno a trovarlo a casa sua per fargli compagnia. Tutti rispettano il proprio impegno, tranne J.D., che ammetterà di non averlo fatto per paura. Ad un certo punto anche J.D. si decide però ad andare dal dottor Cox per convincerlo che senza di lui l'ospedale non è completo. Grazie al suo intervento, J.D. riesce a dissuadere Cox dall'idea di mollare tutto, facendo ritornare la situazione alla normalità e guadagnandosi la pacca sulla spalla da parte di Cox che aveva sempre desiderato.

## Il mio déjà vu… il mio déjà vu
- Titolo originale: My Déjà Vu, My Déjà Vu
- Diretto da:
- Scritto da:

### Trama
J.D. ha la sensazione che all'ospedale alcuni eventi si ripetano più volte e che quindi ci sia la possibilità di commettere gli stessi errori. Il dottor Cox ritorna in ospedale dopo aver reagito alla crisi successiva alla morte di tre suoi pazienti. Al suo arrivo riceve un benvenuto a sorpresa dal personale organizzato da J.D. Tutti pensano che il dottor Cox sia rimasto lo stesso sia caratterialmente sia professionalmente ma non appena esita a dare ad Elliot un'indicazione su come trattare un paziente che hanno in comune, la Signora Goldstein, la convinzione comincia a vacillare e tutti iniziano a preoccuparsi. Cox confida più tardi ad Elliot che teme di aver perso il suo infallibile istinto di medico. Elliot stessa scoprirà più tardi che, in realtà, il dottor Cox l'ha ingannata e che aveva già dato all'infermiera Roberts le indicazioni per curare la Signora Goldstein. Cox spiegherà che era semplicemente preoccupato che le persone, dopo quanto accaduto, lo avrebbero percepito diversamente così ha finto per vedere se le sue impressioni erano esatte. Nel frattempo Turk ha più libertà nel gestire la propria vita rispetto a Carla che, essendo incinta, deve prestare più attenzione a ciò che fa. Turk sembra non curarsi della gravidanza della moglie e degli impedimenti che quest'ultima deve subire. Carla si risente e proibisce a Turk di fare tutto quello che lei non è momentaneamente in grado di compiere. Turk però, dopo un breve periodo in cui acconsente alla richiesta di Carla, reagisce e, nonostante le minacce della moglie, beve una birra presa dal frigo. Carla gli dà uno schiaffo ma poco dopo avverte un forte dolore alla pancia. I due allora si precipitano in ospedale dove risulta che il dolore era solamente un normale dolore da gravidanza. Quando ritornano a casa Carla spiega a Turk che sarebbe bello se lui fosse un poco più coinvolto nella gravidanza. Lui si trova d'accordo e decide di assecondare Carla.

## La mia urologa
- Titolo originale: My Urologist
- Diretto da:
- Scritto da:

### Trama
J.D. stringe amicizia con l'urologa dell'ospedale, la dottoressa Kimberly Briggs. Inizialmente pensa che lei sia un nuovo membro del Sacro Cuore , ma scoprirà poco dopo che in realtà lei lavora all'ospedale fin da quando lui ha iniziato. La ragione per la quale non l'aveva mai vista è che lei era sposata ed esponeva la sua fede con orgoglio. J.D. non fa mai caso e non presta alcuna attenzione alle donne sposate con la fede e per questo motivo fino a quel momento lei gli era stata del tutto indifferente. J.D. chiede un consulto medico a Kim per il Signor Peters, un suo paziente che ha un carcinoma renale. Più tardi scoprirà anche che Kim è divorziata e decide, pertanto, così di provare e chiedere di uscire alla sua nuova amica. Nel frattempo Elliot sta considerando l'ipotesi di lasciare Keith, perché intende stare con qualcuno che sia forte caratterialmente e non venga sopraffatto da tutti come invece fa lo specializzando. Elliot, però, si renderà conto che anche Keith sa difendersi e soprattutto sa prendere le difese della sua ragazza nel momento in cui questi rimprovera Carla per essersi rivolta sgarbatamente ad Elliot. Il modo in cui Keith ha avuto il coraggio di parlare a Carla suscita l'ammirazione e il rispetto di Turk. Quando Elliot vede che in realtà Keith ha una spina dorsale decide di rimanere con lui. L'Inserviente e il dottor Kelso iniziano una piccola guerra personale dopo che l'Inserviente stesso ha rubato dei soldi dalla casa del primario, dove era andato su richiesta di quest'ultimo. Kelso si vendica fracassando il parabrezza del furgoncino dell'Inserviente. Questi furbescamente però aveva ripreso il vandalismo di Kelso con una telecamera. Kelso acconsente quindi ad una tregua e, per evitare continue rappresaglie dell'Inserviente, è d'accordo ad annunciare all'altoparlante che l'Inserviente è uno degli uomini più brillanti da lui conosciuti.

## La mia transizione
- Titolo originale: My Transition (part 1)
- Diretto da:
- Scritto da:

### Trama
J.D. chiede a Kim un appuntamento e lei accetta. Lui è preoccupato perché non ha idea di dove portarla e teme di non fare una bella impressione se la sua scelta si rivelasse sbagliata. Decide così di chiedere un consiglio ad Elliot. J.D. sembra aver fatto la scelta giusta quando decide di andare a cavallo in spiaggia ma la scelta, apparentemente felice, si rivelerà molto dolorosa per lui quando sarà costretto a cavalcare senza sella. Dopo la loro cavalcata romantica sulla spiaggia J.D. prova così tanto dolore che Kim, essendo un'urologa, è costretta ad esaminare i suoi testicoli doloranti. Più tardi all'appartamento di Elliot, J.D. e Kim stanno quasi per darsi il loro primo bacio quando Elliot interviene e li interrompe. Nel frattempo, la pancia di Carla sta crescendo e tutti sono ansiosi per la futura nascita del bambino. Elliot, molto entusiasta della gravidanza dell'amica, organizza nella mensa una festa per il bambino di Carla e Turk. Jordan e il dottor Cox regalano alla coppia tutti i vestiti e i giochi che Jack non usa più ma, poco dopo, saranno costretti a riprenderseli perché Jordan scoprirà di essere nuovamente incinta. La novità è particolarmente dura da digerire per Jordan e Cox poiché entrambi non avevano intenzione di avere un nuovo figlio e anche perché Jack stava finalmente diventando un po' più grande e i due speravano, così, di poter far tornare le loro vite alla normalità. I due, però, accetteranno la nuova gravidanza e decideranno di tenere il bambino. J.D. riesce a chiedere a Kim un altro appuntamento e passeranno l'intera nottata sul terrazzo di J.D. Infine due settimane dopo quel appuntamento, quando J.D. si presenta a casa di Kim con un mazzo di fiori, lei gli comunica che è incinta.